# 10. Festival des politischen Liedes
10. Festival des politischen Liedes es un álbum en directo interpretado por artistas de diversas nacionalidades, grabado entre el 9 y el 17 de febrero de 1980 en el contexto de la décima versión del Festival de la canción política (en alemán: Festival des politischen Liedes) organizado por la Juventud Libre Alemana (FDJ) en el este de Berlín, en la época de la República Democrática Alemana.
Dentro del marco de este festival, se interpretó además la composición orquestada titulada Canto General, interpretada por el griego Mikis Theodorakis y basada en el poemario Canto General del chileno Pablo Neruda, siendo publicado un pequeño registro en el álbum Vorwärts, nicht vergessen solidarität! de 1985.
En el festival participaron en total 86 grupos y solistas procedentes de 29 países, que fueron escuchados por 60,000 personas. La organización estuvo en manos de 400 jóvenes. Durante el festival destacó la aparición de María Farantoúri, quien cantó una canción con su coterráneo Mikis Theodorakis.
Acerca del festival que daría origen a este disco se realizó un documental en alemán de 10 minutos llamado «Der Augenzeuge 10/1980», dirigido en colectivo por varias personas y producido por «DEFA-Studio».